# گوگووه
گوگووه (به لاتین: Gugoły) یک روستا در لهستان است که در گمینا شچوتووو واقع شده‌است.